# Парламентские выборы в Казахстане (2016)
Внеочередные выборы депутатов мажилиса парламента Республики Казахстан были назначены и состоялись 20 марта 2016 года. Это седьмые в истории независимого Казахстана парламентские выборы вновь (в 5-й раз) внеочередные.
В парламентских выборах приняли участие шесть политических партий, три из которых по итоговым результатам преодолели семипроцентный барьер и прошли в мажилис (нижнюю палату парламента Казахстана): Партия «Нур Отан» (82,15 %), Демократическая партия Казахстана «Ак жол» (7,18 %), Коммунистическая народная партия Казахстана (7,14 %).

## Предпосылки

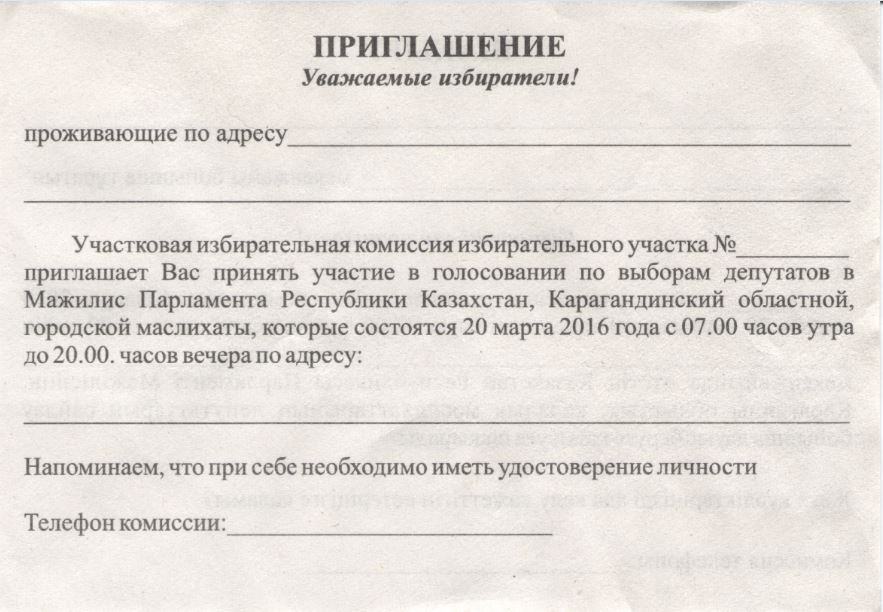
Приглашение на выборы 2016

Выборы 2016 года являются внеочередными. 22 января 2016 года Президент Республики Казахстан своим указом распустил Мажилис согласно обращению, сделанному 13 января 2016 года самими депутатами действующего Мажилиса 5 созыва, полномочия которого истекали осенью 2016 года.
Основными причинами прекращения полномочий действующего созыва депутатское обращение называло выполнение нынешним созывом «своей исторической миссии» путём создания «законодательной базы реализации „Плана Нации“», необходимость «широкой общественной консолидации в ответственное время», а также «совмещение выборов в парламент с выборами в местные маслихаты».
Также причину проведения досрочных выборов эксперты видят в том, что власти боятся дестабилизации ситуации в Казахстане на фоне усиливающегося экономического кризиса: рост общественной напряженности в результате принятия правительством непопулярных антикризисных мер повышает риски социальной нестабильности и снижения рейтинга власти к концу 2016 года — конституционному сроку выборов.
При этом эксперты отмечали, что фактор неожиданности исключает полноценную подготовку и так разобщённых и ослабленных местных оппозиционных и прозападных групп, делает невозможной длительную и заранее спланированную электоральную кампанию. При том, что кадровые перестановки в руководстве президентской партии «Нур Отан» и реорганизация партийной системы были проведены летом-осенью 2015 года.

## Прогнозы
Предыдущие выборы в состоялись в январе 2012 года. В них принимали участие семь партий, смогли преодолеть 7%-ный барьер три из них — партия власти «Нур Отан» (83 места), партия «Ак жол» (8 мест) и Коммунистическая народная партия Казахстана (7 мест).
По мнению аналитиков, на планируемых выборах расклад голосов будет примерно тот же.
Также ожидается изменение статуса Дариги Назарбаевой, назначенной в сентябре 2015 года на должность вице-премьера: казахстанские политологи ожидают занятие дочерью президента места председателя Мажилиса.
Выборы позволят включить в состав парламента вновь созданную партию «Ауыл», призванную консолидировать национал-патриотические настроения, и воссозданную «Бирлик».

## Ход кампании
С февраля 2016 года началась предвыборная агитация.
Согласно данным Центризбиркома, в выборах участвуют шесть партий — «Нур Отан», Коммунистическая народная партия Казахстана (КНПК), «Ак Жол», «Бирлик», «Ауыл» и Общенациональная социал-демократическая партия (ОСДП).

## Результаты по стране в целом

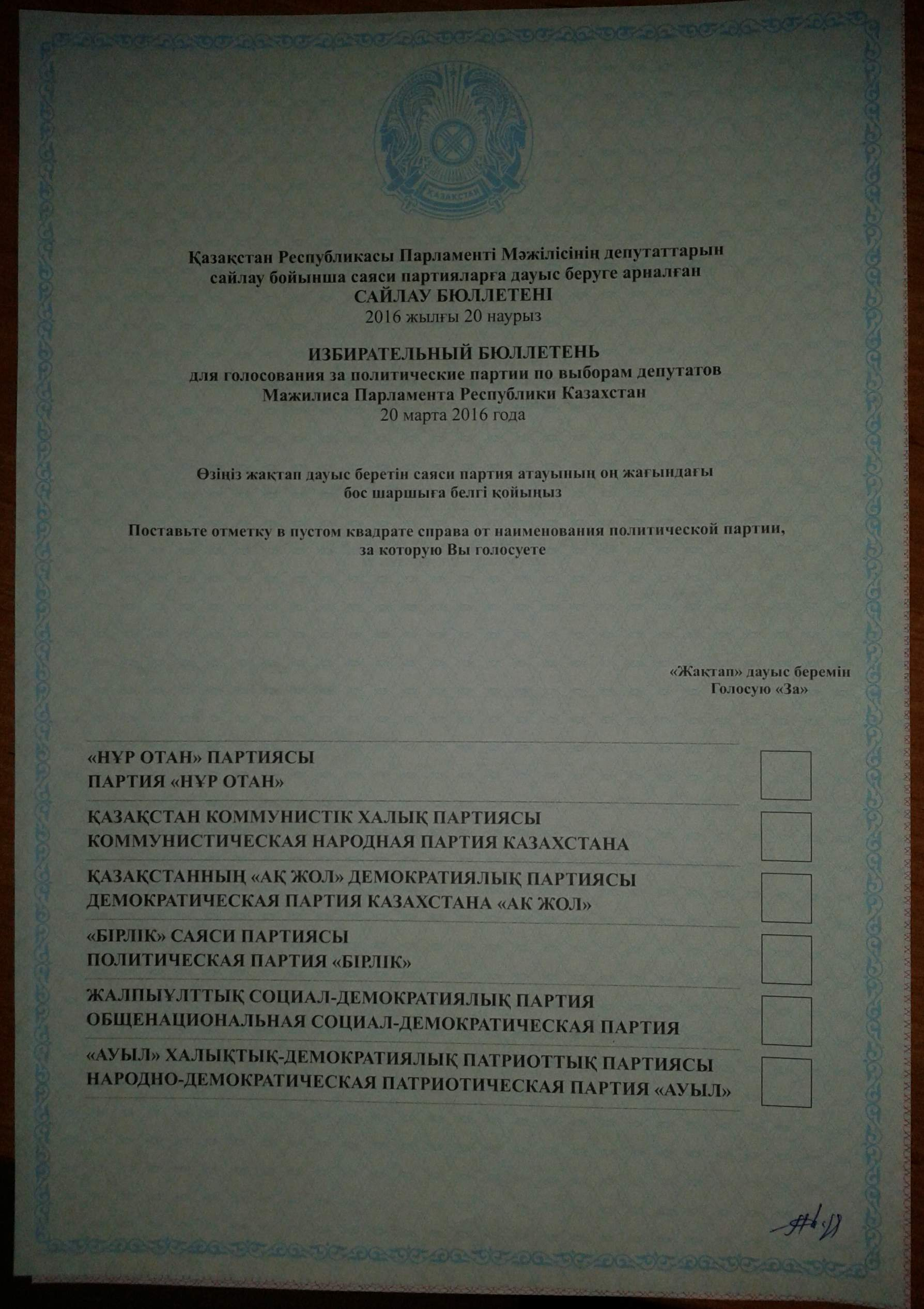
Избирательный бюллетень

По итогам голосования, в парламент прошли 3 партии: «Нур Отан» — 82,15 % голосов; Демократическая партия Казахстана «Ак Жол» — 7,18 %, Коммунистическая народная партия Казахстана — 7,14 %. Народно-демократическая патриотическая партия «Ауыл» набрала два процента голосов, общенациональная социал-демократическая партия (ОСДП) — 1,18 процента; партия «Бірлік» — 0,29 процента.
Голосование прошло на 9840 избирательных участках, из них 65 избирательных участков были открыты при представительствах Казахстана в других государствах. В списки избирателей было включено 9 791 165 человек. 7 500 000 казахстанцев проголосовали. Явка избирателей на выборах составила 77,1 процента казахстанцев, самая высокая была в Алматинской области — 94,06 %, а самая низкая — в Алма-Ате (34,1 %).

## Результаты по городу Алма-Ате
| Партия                                         | Голоса избирателей | Процент голосов | Примечание                                  |
| ---------------------------------------------- | ------------------ | --------------- | ------------------------------------------- |
| Нур Отан                                       | 244 980            | 70,10           | партия власти                               |
| Ак жол (партия)                                | 30 753             | 8,80            | либеральная партия                          |
| Коммунистическая народная партия Казахстана    | 24 917             | 7,13            | коммунистическая партия                     |
| Общенациональная социал-демократическая партия | 34 912             | 9,99            | социал-демократическая оппозиционная партия |
| Ауыл (партия)                                  | 9786               | 2,80            | аграризм, поддержка села                    |
| Бирлик (партия, Казахстан)                     | 4124               | 1,18            | центристская партия                         |

## Список избранных депутатов
По результатам выборов был замещён депутатский корпус состоящий из 107 человек, из которых 98 депутатов избирались по партийным спискам, а 9 делегированы в Ассамблеей народа Казахстана.

## Инциденты
Информация о том, что новые депутаты живут в одной из лучших гостиниц Астаны с ценой 120 тысяч тенге (около 300 долларов США) в сутки вызвало негодование у население Казахстана. Это сумма превышает среднюю зарплату в Казахстне. Также недовольство вызвало сообщение, в котором говорилось: «Республиканское государственное предприятие „Дирекция административных зданий хозяйственного управления Парламента РК“ на праве хозяйственного ведения изучает рынок алкогольной продукции для приобретения спиртного. Госпредприятие просит связаться с ним все компании, которые занимаются продажей крепких напитков».